# Akhuryan
Akhuryan ou Akhurian (en arménien Ախուրյան) est une communauté rurale du marz de Shirak en Arménie. En 2008, elle comptait 10 046 habitants.